# Phaeotremella mycophaga
Phaeotremella mycophaga (G.W. Martin) Millanes & Wedin – gatunek grzybów należący do rodziny trzęsakowatych (Tremellaceae).

## Systematyka i nazewnictwo
Pozycja w klasyfikacji według Index Fungorum: Phaeotremella, Tremellaceae, Tremellales, Incertae sedis, Tremellomycetes, Agaricomycotina, Basidiomycota, Fungi.
Po raz pierwszy opisał go w 1940 r. George Willard Martin, nadając mu nazwę Tremella mycophaga. Obecną, uznaną przez Index Fungorum nazwę nadali mu Ana María Millanes i MatsWedin w 2015 r.
W opracowanym przez W. Wojewodę zestawieniu wielkoowocnikowych grzybów podstawkowych Polski Tremella mycophaga potraktowany jest jako synonim Tremella mycetophiloides. Według Index Fungorum są to jednak odrębne gatunki (obydwa przeniesione do rodzaju Phaeotremella). W internetowym atlasie grzybów zaproponowano dla Phaeotremella mycophaga nazwę trzęsak grzybojadek, nazwę tę W. Wojewoda podał jednak dla Tremella mycetophiloides, ponadto i tak jest ona niespójna z nową nazwą naukową.

## Morfologia
Owocniki
Tremelloidalne wyrastające na hymenium tarczówki bezkształtnej, pojedynczo lub w grupach, czasami zlewające się z sobą. Kształt poduszeczkowaty lub główkowaty, średnica 0,5–1,0 cm, konsystencja miękka, galaretowata. Są przezroczyste, bladożółte do jasnobrązowych, po wysuszeniu brązowe.
Cechy mikroskopowe
Podstawki niemal kuliste do elipsoidalnych, czasem owalne (13–)14–18(–30) x 12–17 µm, z podłużnie lub ukośnie krzyżowo położonymi septami, przeważnie 2- lub 4-zarodnikowe, czasami 1- lub 3-zarodnikowe, czasami z nieregularnymi septami. Sterygmy o długości do 130 µm, średnicy 2–3 µm, rzadko z wierzchołkami napęczniałymi do średnicy 4 µm. Bazydiospory kuliste lub prawie kuliste, 7–9 × 6–9 µm (Q = 1,0–1,25), gładkie, szkliste. Konidia dwóch typów:
- dikariotyczne ze sprzążkami, liczne w młodych podstawkach, o zmiennym kształcie, 4–7 × 2,5–4,5 µm (Q = 1,22–2,16, rzadko do –2,60), cienkościenne, szkliste. Komórki konidiotwórcze ze sprzążkami, przeważnie 7–15 × 3-5 µm (Q=1,6–2,57). Każda komórka konidiotwórcza wytwarza trzy konidia;
- konidia monokariotyczne wyrastające z wazopodobnych komórek konidiotwórczych, kuliste do owalnych, 2–3 × 1,5–2 µm (Q=1,07–1,67), komórki konidiogenne wrzecionowate, zwężające się ku wierzchołkowi, 6–9 × 3,5–5 µm[4].

Gatunki podobne
Na tarczówce bezkształtnej pasożytuje także Phaeotremella simplex. Można go od P. mycophaga łatwo rozróżnić badaniem mikroskopowym: T. mycophaga ma sprzążki, T. simplex nie. Martin w 1940 r. zasugerował, że T. simplex może być haploidalną odmianą T. mycophaga, ponieważ oba mają podobny wygląd i siedlisko. Na tarczówkach pasożytuje jeszcze T. mycetophiloides, który także odróżnia się cechami mokroskopowymi, jednak niewiele i przez niektórych mykologów (Robert Joseph Bandoni i James Herbert Ginns) jest uważany za synonim P. mycophaga.

## Występowanie i siedlisko
Występuje w Ameryce Północnej, Japonii i Europie. W Polsce stanowiska tego gatunku podaje internetowy atlas grzybów. Znajduje się w nim na liście gatunków zagrożonych i wartych objęcia ochroną.
Grzyb nagrzybny będący pasożytem tarczówki bezkształtnej (Aleurodiscus amorphus). W odcinkach owocników tarczówki pod mikroskopem optycznym zaobserwowano drobne strzępki patogenu, ale nie udało się wykryć interakcji między pasożytem i żywicielem. Dopiero pod mikroskopem elektronowym udało się dostrzec ssawki pasożyta penetrujące strzępki tarczówki. Zaobserwowano też, że strzępki patogenu mogą przyłączać się do strzępek żywiciela in vitro, ale nie in vivo.